# Jan Carl Emil Hermann Schønheyder
Jan Carl Emil Hermann Schønheyder (23. oktober 1837 i Randers – 18. december 1894 i København) var en dansk ingeniør og brand- og vandinspektør i København.
Han var søn af sognepræst Christian Frederik Schønheyder (1782-1841) og Henriette Dorothea van Deurs (1797-1850). Han blev 1856 student og tog 1857 filosofikum, blev 1863 cand.polyt., var 1863-64 assistent ved ombygningen af Frederikshavns Havn og projektering af Limfjordsbroen, fra 1. juli 1864 assistent ved Københavns Vandværk, 1. august 1870 brandinspektør i København. Han blev 1. februar 1884 erstattet af Sextus Meyer og udnævnt til vandinspektør i København og blev 15. november 1888 justitsråd.
Han var gift med Marie Frederikke Jacobsen (4. juli 1845 i København - ?).